# Moneda d'argent
Les  monedes d'argent  s'han utilitzat des de temps immemorial, el denari romà n'és l'exemple més conegut a Europa. De fet en l'actualitat segueixen existint monedes de curs legal amb contingut en argent en diversos països.

## Història
La argent, en forma d'electre (un aliatge d'argent i or) era utilitzada per encunyar monedes als voltants del 700 aC pels lidis. Més endavant, l'argent va ser refinada i encunyada en la seva forma pura. Moltes nacions utilitzaven l'argent com a unitat bàsica de valor monetari i Alexandre el Gran va unificar el sistema monetari basat en l'argent com a moneda forta seguint els ensenyaments d'Aristòtil. A la seva mort el sistema es va trencar, i els romans amb el temps van establir un basat en el bronze que va incloure argent posteriorment. Amb la caiguda de la República Romana el sistema es va deteriorar fins que Juli Cèsar va establir un sistema basat en l'or i l'argent. Progressivament la quantitat d'argent de les monedes es va anar rebaixant del 100% fins al 4% durant el regnat de Gal·liè, i després de la caiguda de l'Imperi Romà les monedes com a base d'intercanvi comercial van desaparèixer de bona part d'Europa.
Al món d'avui en dia, el lingot d'argent té el codi de moneda ISO XAG. El nom de la moneda del Regne Unit, "lliura", reflecteix el fet que originalment representava el valor d'una unça d'argent de llei (argent "esterlina"). Al segle xix, molts països, incloent-hi els Estats Units i el Regne Unit, feren el canvi de l'estàndard d'argent a l'estàndard d'or pel valor monetari, i al segle XX canviaren a la moneda fiduciària amb la fallida del sistema de Bretton Woods.

## Monedes d'argent més corrents en l'actualitat
- Filharmònica de Viena (Àustria)
- 12 euros d'argent
- Àguila d'argent (EUA)
- Unces d'argent Llibertat (Mexico)
- Full d'Arce (Canadà)
- Colla d'argent (Xina)
- Kookaburra (Perth, Austràlia)
- Silver Kangaroo (Royal Australian Mint)
- British Silver Britannia (Anglaterra)

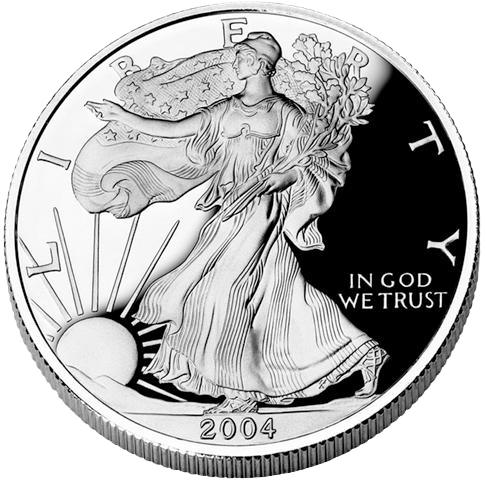
Àguila d'argent

## Monedes d'argent històriques
- Denari
- Dracma
- Tàler